# وزارت کار، امور اجتماعی، شهدا و معلولین
وزارت کار، امور اجتماعی، شهدا و معلولین یکی از وزارتخانه‌های دولت جمهوری اسلامی افغانستان می‌باشد. در حال حاضر بشیر احمد ته ینج وزیر کار، امور اجتماعی، شهدا و معلولین است.

## تاریخچه
در سال ۱۳۵۹ خورشیدی با ادغام تعدادی از ادارات که به شکل غیر منسجم و پراکنده در گستره کار و رفاه اجتماعی فعالیت داشتند، ریاستی با نام ریاست عمومی کار و تأمینات اجتماعی با هویت ارگان مرکزی اداره دولتی در چوکات شورای وزیران وقت به فعالیت آغاز کرد.
این ریاست به سال ۱۳۶۳ با عنوان کمیته دولتی کار و تأمینات اجتماعی منحیث اداره مستقل تغییر موقف داده و در برج میزان سال ۱۳۶۷ با نام اداره مرکزی کار و تأمینات اجتماعی به سطح مافوق رتبه منظور و فعالیت‌هایش را به سطح ادارات دولتی، غیردولتی و مؤسسات خارجی مقیم افغانستان دنبال نمود.
در سال ۱۳۶۹ ریاست‌های کودکستان‌ها و پرورشگاه و میرمنو تولنه که قلمرو کاری شان در عرصه رفاه اجتماعی می‌باشد به اساس فرمان شماره ۸۱۶؛ ۵/۳/۱۳۶۹ دولت وقت و تأیید شورای ملی به این اداره مدغم و به سطح وزارت ارتقاء یافت. در سال ۱۳۷۶ و پس از تسلط طالبان بر کابل این وزارت دوباره به سطح ریاست عمومی مافوق رتبه تنزیل موقف پیدا کرد.
با ایجاد اداره مؤقت این ریاست مجدداً به سطح وزارت ترقی کرد و در سال ۱۳۸۵ به اساس حکم ۱۹۰۳؛ ۲۳/۵/۱۳۸۵ ریاست جمهوری اسلامی افغانستان، وزارت امور شهدا و معلولین به وزارت کار و امور اجتماعی پیوست.

## ساختار تشکیلاتی
این وزارت اکنون دارای ۴ معینیت و ۳۴ ریاست ولایتی می‌باشد.

## پیوندهای به بیرون
- وزارت کار، امور اجتماعی، شهدا و معلولین جمهوری اسلامی افغانستان